# 亞西努瓦泰 (扎波羅熱州)
48°6′35″N 35°8′8″E / 48.10972°N 35.13556°E
亞西努瓦泰（烏克蘭語：Ясинувате）是位於烏克蘭東南部的村莊，由扎波羅熱州扎波羅熱区的彼得羅-米哈伊利夫卡市鎮負責管轄。該村面積0.26平方公里，2001年人口121，人口密度每平方公里461.8人。